# پژروشل گووداپسکا
پژروشل گووداپسکا (به لهستانی:  Przerośl Gołdapska) یک روستا در لهستان است که در گمینا دوبنگنکی واقع شده‌است. پژروشل گووداپسکا ۱۱۹ نفر جمعیت دارد.